# Ivo Ulich
Ivo Ulich était un footballeur international tchèque né le 5 septembre 1974. Il évoluait au poste de milieu de terrain.